# Sims Reeves

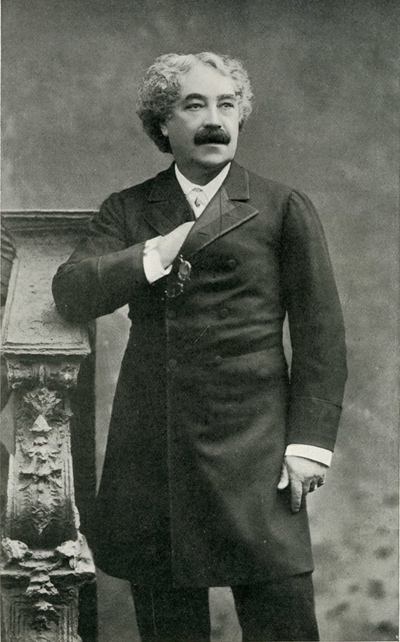
Sims Reeves, circa 1889

John Sims Reeves (* 21. Oktober 1821 in London; † 25. Oktober 1900 in Worthing), meist Sims Reeves, war der berühmteste englische Opern-, Oratorien- und Balladen-Sänger der Mitte des viktorianischen Zeitalters.
Reeves begann seine Gesangskarriere im Jahr 1838, studierte jedoch weiter das Fach Gesang bis 1847. Er machte sich recht bald einen Namen auf Opern- und Konzertbühnen und trat besonders mit seinen Balladeninterpretationen hervor. Die Bühne begleitete ihn bis in die 1880er Jahre, danach verlagerte er seine Tätigkeiten auf das Schreiben über Musik und die Ausbildung.

## Musikalische Anfänge
Sims Reeves wurde in Shooter’s Hill, in Greater London, England geboren. Seine Eltern waren John Reeves, ein aus Yorkshire stammender Musiker, und Rosina Reeves. Er erhielt seine musikalische Früherziehung von seinem Vater, welcher Basssolist in der Musikband der Royal Artillery war. Und vermutlich auch von deren Bandleader George McKenzie. Mit vierzehn Jahren wurde er zum Chorleiter der Kirche der Londoner Gemeinde North Cray ernannt und übte Organistenaufgaben aus. Es scheint auch begonnen zu haben, Medizin zu studieren, änderte aber seine Meinung, als er in den Stimmbruch kam. Seine Stimmlage war Bariton und er bildete sie unter Anleitung des irischen Sängers und Komponisten Thomas Simpson Cooke weiter aus. Er erlernte auch das Oboenspiel, Fagott, Violine, Violoncello und weitere Instrumente. Später studierte er das Pianospiel unter Johann Baptist Cramer.

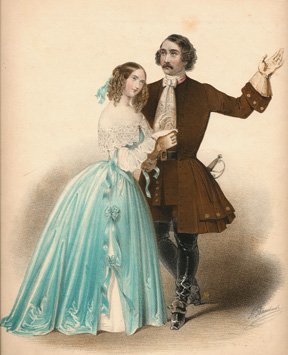
Reeves mit Catherine Hayes an der Scala, 1846

Reeves erster Auftritt war in Newcastle im Jahr 1838 oder 1839. Er spielte den Zigeunerjungen in H. R. Bishops Guy Mannering und den Grafen Rodolfo in La sonnambula. Später trat er unter dem Namen „Johnson“ im Royal Grecian Theatre in London auf. Mit Lehrern wie Hobbs und T. Cooke bildete er seine Stimme immer weiter aus. Er trat unter dem Management von William Charles Macready 1841 und 1843 am Drury Lane-Theater nicht nur in (gesprochenen) Nebenrollen auf, sondern auch in Henry Purcells King Arthur („Come if you dare“), Der Freischütz (als Ottokar) und Acis and Galatea.
Im Sommer 1843 studierte Reeves am Pariser Konservatorium unter dem Tenor und Lehrer Marco Bordogni. Bordogni war für das Öffnen und Entwickeln der oberen Oktave seiner Stimme in die berühmten reichen und glänzenden Kopfnoten verantwortlich. Von Oktober 1843 bis Januar 1844 trat Reeves in vielen verschiedenen Musikdramen auf, darunter in den Rollen des Elvino in La Sonnambula und Tom Tug in Charles Dibdins The Waterman am Theater Manchester und die nächsten zwei Jahre hatte er Engagements in Dublin, Liverpool und in kleineren Städten. Gleichzeitig, insbesondere ab 1845, vervollständigte er seine Studien im Ausland. Hervorzuheben ist Alberto Mazzucato (1813–1877), der Komponist und Gesangslehrer am Mailänder Konservatorium.
Sein Debüt in der Italienischen Oper gab er am 29. Oktober 1846 als Edgardo in Gaetano Donizettis Lucia di Lammermoor an der Mailänder Scala, zusammen mit Catherine Hayes. Hierfür erhielt er gute Kritiken und Giovanni Rubini gratulierte ihm persönlich. (Es wurde Reeves’ größte Rolle und seine Frau nannte ihn fortan 'Gardie'.) Sechs Monate lang sang er an allen großen Häusern Italiens und zum Schluss auch in Wien, wo er seinen Vertrag beendete und nach England zurückkehren konnte.

## 1844–48: Englische Debüts in Oper und Konzert
Er kehrte zu Anfang 1847 nach London zurück und erschien im Mai bei einem Benefizkonzert für William Vincent Wallace und im Juni bei einem 'Antient Concert'. Im September 1847 sang er in Edinburgh mit Jenny Lind. Seine erste Hauptrolle auf einer englischen Opernbühne hatte er zusammen mit Doras Gras (Lucia) und Willoughby Weiss in der Oper „Lucia“, welche der französische Komponist Louis-Antoine Jullien (1812–1860), neben anderen verfassten Stücken, in englischer Sprache auf die eigens angemietete Bühne des Dury Lane Theatre brachte. (Was für Jullien allerdings zu finanziellen Fiasko wurde) Hector Berlioz, der Dirigent der Aufführung, gratulierte Reeves persönlich, hielt ihn fälschlicherweise aber für einen Iren. In dieser von Louis-Antoine Jullien inszenierten Reihe sang er auch in Michael William Balfes The Maid of Honour (nach einem Motiv von Friedrich von Flotows Oper Martha), den Part des Lyonnel (Tenor).
Im Mai 1848 wurde er Mitglied in Benjamin Lumleys (1811–1875) Ensemble des Her Majesty’s Theatres und sang in Linda di Chamounix zusammen mit Eugenia Tadolini, schied jedoch bald wieder aus, weil statt seiner Italo Gardoni den Edgardo in Lucia zusammen mit Jenny Lind singen sollte. Aber noch im Herbst sang er wieder den Edgardo in Manchester und auch in La sonnambula, einige Tage nachdem Lind dort bereits auftrat und Reeves die besseren Häuser bevorzugte. Reeves sang im Oktober La Sonnambula und Lucia auch im Covent Garden.
Reeves sang 1844 in Glasgow erstmals ein Oratorium (Messiah). Im Februar 1848 sang er Händels Judas Maccabaeus in der Exeter Hall, Acis and Galatea im März und Jephtha im April und Mai. Er etablierte sich daneben als führender englischer Balladensänger. Im September 1848, anlässlich des Worcester Festival, übernahm er ein Solo in Elijah und sang in Beethovens Christus am Ölberge und füllte die Halle bei einem Oberon-Liederabend. Beim Norwich-Festival brillierte er in Elijah und Israel in Egypt. Nach seinem Novemberauftritt an der Londoner Sacred Harmonic Society in Judas Maccabaeus schrieb ein Kritiker, dass der Umhang John Brahams bestimmt sei, um auf Reeves zu fallen. Der Kritiker H. F. Chorley schrieb, dass Reeves eine positive Revolution in der Interpretation händelscher Oratorien schuf.

## Ereignis in Dublin
1849 hatte Reeves ein Engagement am Theatre Royal in Dublin. Nach dem Ende seiner erfolgreichen Auftritte besuchte er eine Aufführung des ihm wohlbekannten Stücks Lucia di Lammermoor und nahm in einer oberen Loge Platz. In dem Stück hatte die irische Sopransängerin Catherine Hayes ihr Debüt. Der Sänger, der den Part des Edgardo innehatte, der Tenor Sig. Paglieri, wurde während eines kläglichen Duetts mit Hayes (1. Akt), als ihm gegen Ende die Stimme versagte, von der Bühne gezischt. Reeves, der schon zuvor vom Publikum erkannt wurde, wurde mit lauten Rufen gebeten einzuspringen („Reeves! Reeves!“). Auch der Leiter des Theatre Royal, John William Calcraft, welcher auf die Bühne kam, um sich für die schwache Leistung des Tenors zu entschuldigen, bat Reeves zu singen. Da es aber eher wie eine Forderung, denn eine Bitte klang, lehnte Reeves deutlich ab. Als das lärmende Publikum nicht locker ließ, versprach Calcraft, dass Reeves singen werde. Prompt erschien der Angesprochene auf der Bühne und beklagte, dass er deshalb nicht auftreten wollte, weil er von Calcraft auf höchst autokratische Weise aufgefordert wurde zu singen. Calcraft bestritt dies und so entspann sich ein minutenlanger Streit auf der Bühne, bis man sich schließlich auf Wunsch des Publikums per Handschlag versöhnte und Reeves die Oper als Edgardo zu Ende sang. In Zugaben wurde Reeves! ein weitverbreiteter Ruf.

## Italienische Oper

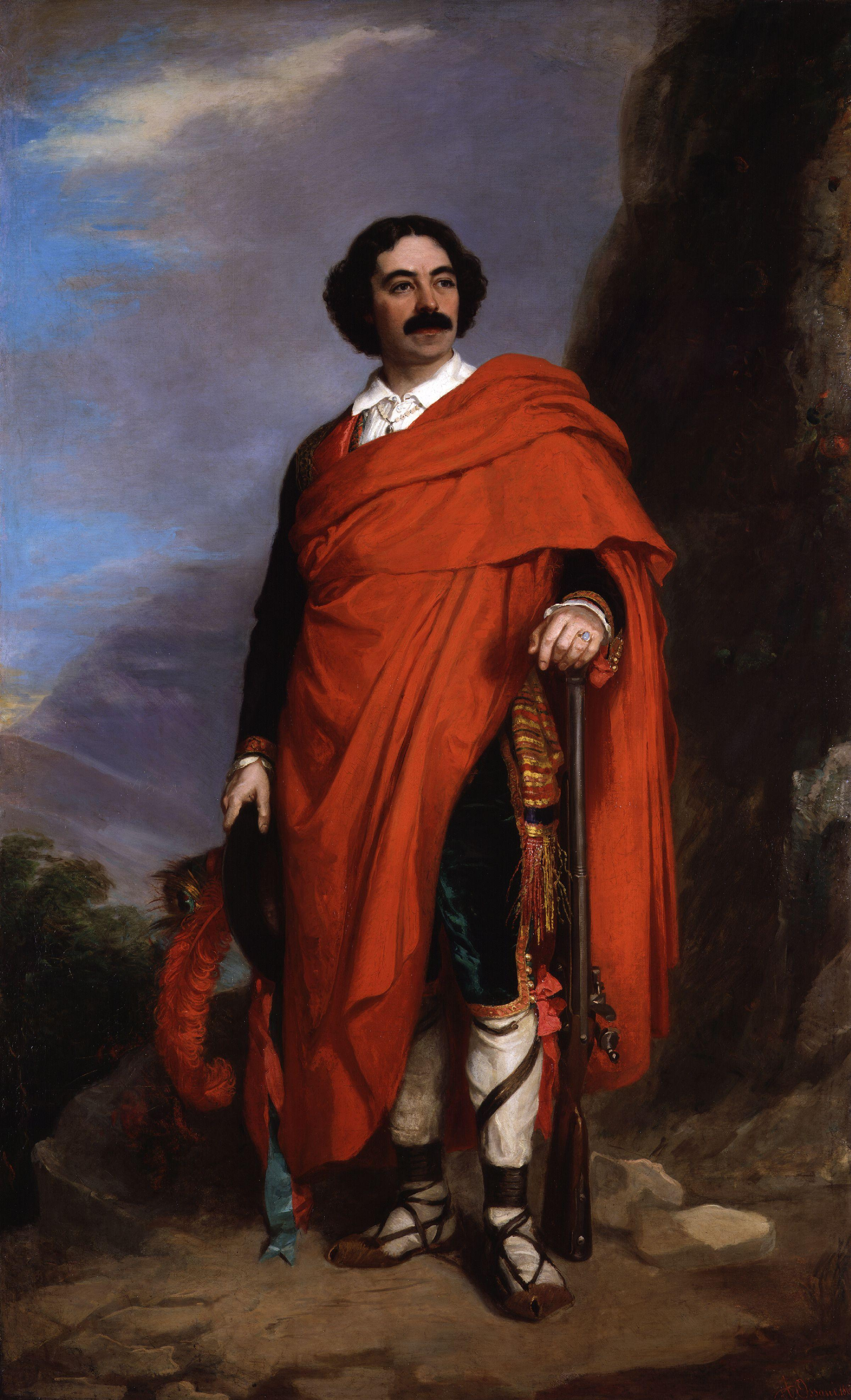
Reeves in der Titelrolle des Fra Diavolo, die er 1852 am Drury Lane spielte

1849 spielte er in Covent Garden den Elvino in Bellinis La sonnambula, zusammen mit Fanny Tacchinardi Persiani. Er trug die vollständige lyrische Deklamation in Tutto e sciolto… Ah! perche non-posso odiarti? mit großem Effekt vor. Kurz nach seinem Edgardo in Lucia, wurde Reeves’ Elvino als seine beste Rolle in der Italienischen Oper angesehen. Im Winter des Jahres 1849 kehrte er zur Englischen Oper zurück, jedoch 1850, am Her Majesty’s, hatte er einen weiteren großen Erfolg in Giuseppe Verdis Ernani, zusammen mit Mademoiselle Parodi (Elvira) und Giovanni Battista Belletti (Carlo), der kurz darauf im Begriff war, sich auf eine Tour in die USA einzuschiffen (auf Einladung Jenny Linds).

## Privatleben
Am 2. November 1850 heiratete er Charlotte Emma Lucombe (1823–1895), eine Sopransängerin, welche eine kurze, aber gefeierte Spielzeit bei der Sacred Harmonic Society hatte und auch im selben Ensemble wie Reeves am Covent Garden spielte. Dort brillierte sie als Haydee in der gleichnamigen Oper von Daniel-François-Esprit Auber und blieb der Bühne noch vier bis fünf Jahre nach ihrer Heirat treu. Emma Reeves vergötterte ihren Ehemann zeitlebens. Im Februar 1851 kehrten sie zurück nach Dublin. Dort sollte Sims Reeves mit dem Sopran Giulia Grisi auftreten. Da die Sängerin jedoch indisponiert war, trat das Ehepaar somit gemeinsam auf die Bühne und verkörperten die jeweiligen Hauptrollen in Lucia di Lammermoor, La Sonnambula, Ernani und Bellinis I Puritani. Reeves spielte dort auch den Macheath in der The Beggar’s Opera. Emma und Sims Reeves hatten fünf Kinder, von denen zwei ebenfalls Sänger wurden (Herbert und Constance).
Das Ensemble nahm gleich im Anschluss eine Verpflichtung beim Théâtre-Italien in Paris wahr, wo Reeves Ernani, Carlo in Linda di Chamounix (zusammen mit Henriette Sontag) und Gennaro in Donizettis Lucrezia Borgia sang. 1851 Reeves übernahm er den Florestan in Fidelio zusammen mit Sophie Cruvelli, welche die Leonore spielte. Dabei meinten einige Beobachter, dass seine Leistung die seiner Bühnenpartnerin deutlich überstrahlte.

## Vermehrte Konzerttätigkeit ab 1850
Während der nächsten drei Jahrzehnte war Reeves der führende Tenor in Britannien. Er hatte die Ehre, privat vor Queen Victoria und Prince Albert zu singen. Michele Costa, Arthur Sullivan und andere führende, britische Komponisten jener Zeit schrieben Tenorstücke speziell für ihn. Reeves konnte Gagen von bis zu 200 Pfund pro Woche aufrufen.
Der Startenor unterstützte junge Sänger, was sich später auch für ihn auszahlen sollte. Um 1850 ermutige Reeves James Henry Mapleson, der sich bei ihm als Sänger bewarb, und schickte ihn ins Mailänder Konservatorium zu Alberto Mazzucato. 1855 gab er dem jungen Charles Santley Ermutigung und regte an, dass dieser für sein Fortkommen Francesco Lamperti aufsuchen sollte. Anschließend stellte sie Reeves bei Konzerten des Royal Philharmonic Orchestra dann öffentlich vor. Reeves’ musikalische Verbindung mit Santley reichte bis zu seinem Lebensende. Mapleson, welcher ein wichtiger Theaterleiter wurde, förderte in den 1860er Jahren Reeves’ Opernauftritte.
In den 1850er Jahren entfernte sich Reeves von der Opernbühne und legte den Fokus mehr auf konzertante Arbeiten. Dabei trat er überall in England, auch den kleineren Städten, auf. Michele Costa, (später geadelt) komponierte zwei Oratorien, mit führenden Partien für Reeves, welche beim Birmingham Triennial Music Festival zur Aufführung gelangen sollten. Die erste, Eli, wurde 1855 vorgestellt und dabei wurden, unüblich bei Oratorien, auch Zugaben verlangt.

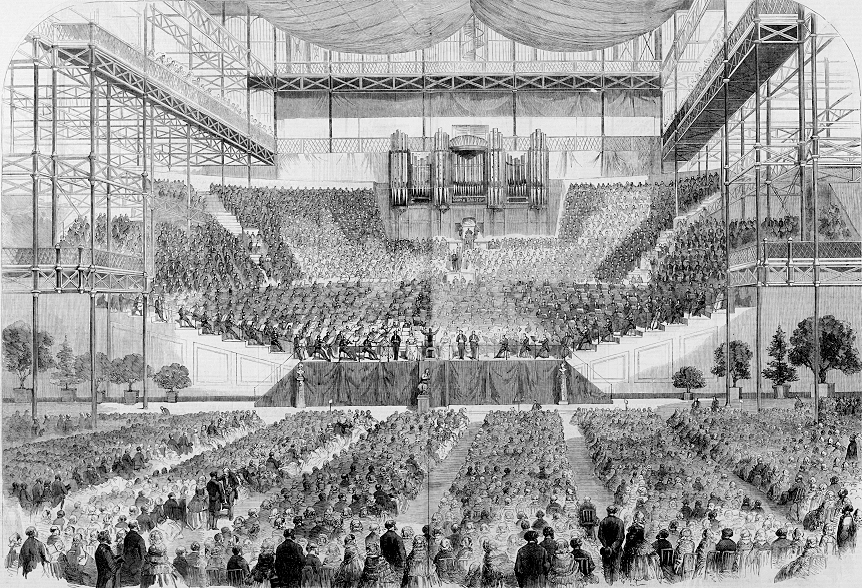
Händel-Festival, London 1857

Reeves erzielte seine größten Triumphe im Oratoriumsgesang bei den Händel-Festspielen im Londoner Crystal Palace. Auf dem Eröffnungsfestival im Juni 1857 lieferte er Messias, Israel in Egypt und Judas Maccabaeus und wiederholt auf dem Händelfestival von 1859. In dem Stück Sound an Alarm (aus Judas Maccabaeus) sorgte Reeves für Aufsehen und das Publikum stand auf, um ihm zu applaudieren. Die Musical World war jedoch der Ansicht, dass sein „The Enemy Said“ aus Israel in Egypt sogar das noch übertraf und damit das stimmliche Meisterstück des Festivals war.
Bei der Eröffnung der Leeds Town Hall (Rathaus) im Jahr 1858 trat er als Solist in der Premiere der Pastorale The May Queen von William Sterndale Bennett hervor.

## Bühnen-Comeback

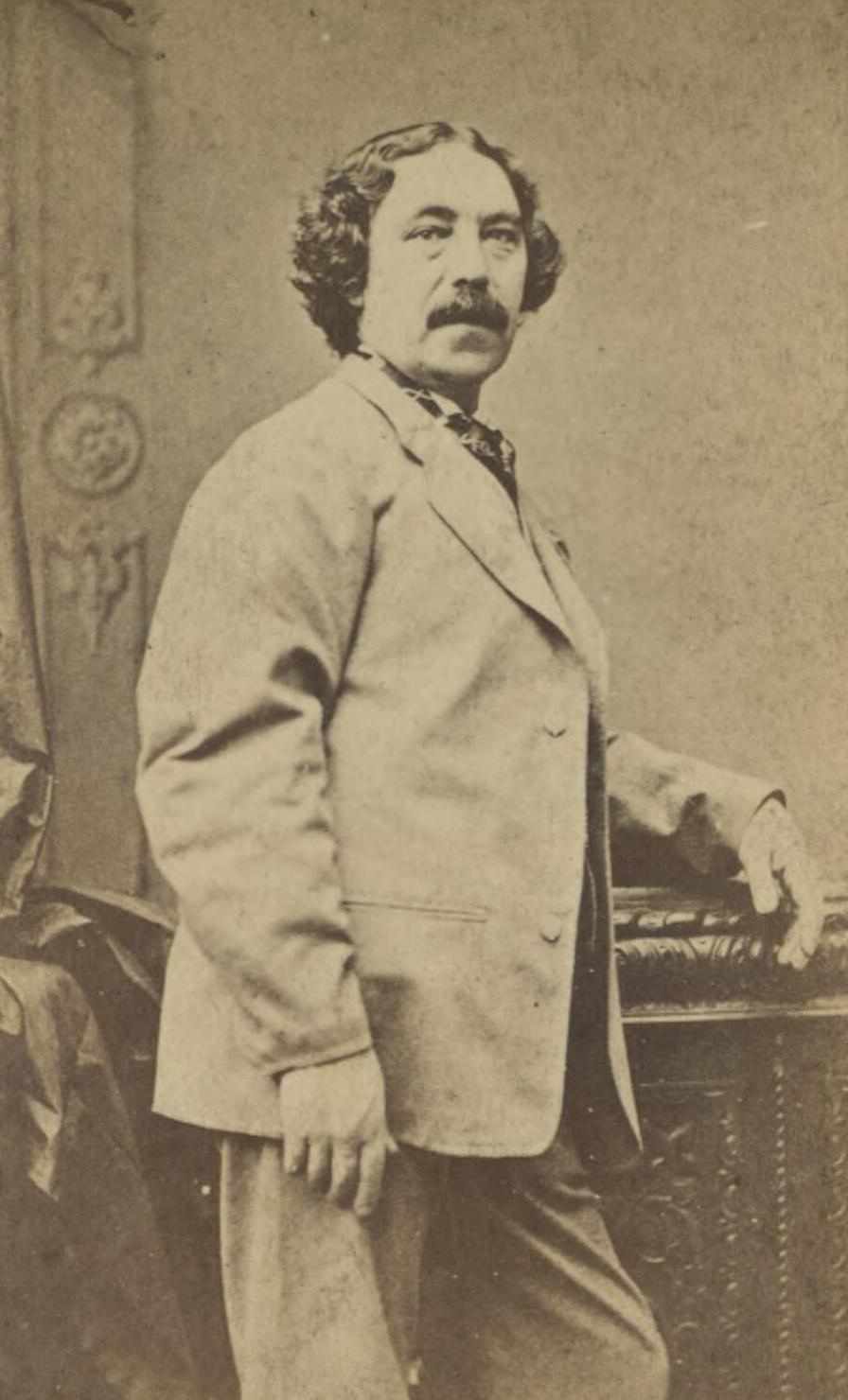
Fotografie von Reeves aus den 1860er Jahren

Nach einer Weile seiner Abwesenheit von der Bühne, wurde in den Jahren 1859–60 eine englische Version von Glucks Iphigénie en Tauride, bearbeitet von H. F. Chorley, intoniert durch das Hallé-Orchester, in Manchester aufgeführt. Neben Reeves, sangen Charles Santley, Belletti und Catherine Hayes. Zwei private Aufführungen bei Lord Ward folgten. Mapleson übernahm Reeves, Santley und Helen Lemmens-Sherrington für eine Sommer- und Winterspielzeit von Benjamin Lumley und gemeinsam feierten sie 1860 am Her Majesty's einen großen Erfolg mit George Macfarrens Robin Hood (Text: John Oxenford, Dirigat: wieder Charles Hallé). Dieses neue Werk beinhaltete verschiedene effektvolle Passagen, welche für Reeves in seiner Rolle als Locksley geschrieben wurden, darunter „Englishmen by birth are free“, „The grasping, rasping Norman race“, „Thy gentle voice would lead me on“, und eine großartige Gefängnisszene.
1862 präsentierte Reeves Mazeppa, eine Kantate, welche von Michael Balfe für ihn verfasst wurde. Im Juli 1863 Reeves erschien als Huon in Oberon mit Therese Tietjens, Marietta Alboni, Zelia Trebelli-Bettini, Alessandro Bettini, Edouard Gassier und Santley. Nachdem er jenen Winter als Huon, Edgardo und in der Titelrolle von Faust, (mit Tietjens) in Dublin auftrat, erschien er 1864 im Her Majesty's und wurde besonders gefeiert für den dramatischen Instinkt in Fausts Monolog im ersten Akt und die großartige Energie im Duetts mit Méphistophélès im Schlussakt.
Konzertbeobachter merkten seine gute Stimmkondition an jenem Tage an. Und das, obwohl der Kritiker Eduard Hanslick zwei Jahre zuvor gesagt haben soll, dass Reeves stimmliches Können „vorbei“ sei. Der Musikkritiker Herman Klein glaubte hingegen, dass die Stimme auch noch 1866 in ihrer Blüte war: "Ein exquisiteres Beispiel für die wahre italienische Tenorqualität, die man sich nicht vorstellen kann: und diese köstliche Süße, diese seltene Kombination „samtiger“ Reichheit an klingendem Timbre und hielt sie, mit abnehmenden Volumen, fast bis zuletzt.

## Oratorien und Kantaten
Im Mai 1862 nahm Reeves in der St James’s Hall an einer, wie er annahm, ersten vollständigen Aufführung in England der bach’schen Matthäus-Passion teil. Dies geschah unter der Regie von William Sterndale Bennett, mit Mme Lemmens-Sherrington, Mme Sainton-Dolby und Willoughby Weiss. Über diese Aufführung schrieb Reeves (unter Wahrung des Respekts gegenüber dem Komponisten):

'The tenor part… is in many places so unvocal, and the intervals are so awkward to take, that I was obliged to re-note it: without, of course, disturbing the accents or making it in any way unsuitable to the existing harmony. As soon as I had finished my work, to which I had devoted the greatest possible care, I submitted it to Bennett, who, except in one place, approved of all that I had done; and it was my version of the tenor part which was sung at Bennett's memorable performance, and which is still sung even to this day.'

(Der Tenor-Teil … ist an vielen Stellen so umstimmlich und die Intervalle so unangenehm, dass ich mich verpflichtet sah, es umzuschreiben: ohne natürlich die Akzente zu stören oder sie in irgendeiner Weise für die bestehenden Harmonien unpassend zu machen. Sobald ich meine Arbeit beendet hatte, die ich mit größtmöglicher Sorgfalt durchgeführt habe, reichte ich sie Bennett ein, der, bis auf eine Stelle, alles genehmigte, was ich verändert habe. Und es war meine Version der Tenorparts, die bei Bennetts erinnerungswürdigen Auftritt gesungen wurde und wie sie noch heute gesungen wird.)

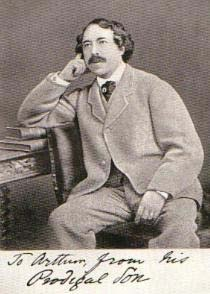
Grußkarte Reeves’ an Sullivan: „To Arthur from his Prodigal Son“

In Michael Costas zweitem Oratorium für Reeves, Naaman (Uraufführung im Herbst 1864), waren die Solisten Reeves, Adelina Patti (ihr erstes Oratorium), Miss Palmer und Santley. Das Quartett „Honour and Glory“ wurde auf das sofortige Verlangen des Publikums sogar wiederholt. Beide Oratorien verdankten ihren ursprünglichen Erfolg und ihre spätere unklare Vergleichbarkeit vermutlich der Tatsache, dass Reeves ihr idealer Interpret war und ihn bei wechselnder Gesangsmode kein Nachfolger adäquat ersetzen konnte. Reeves, Santley und Tietjens sangen auf dem Three Choirs Festival (Worcester) in der Premiere von Arthur Sullivans Kantate The Prodigal Son (Das biblische Motiv des verlorenen Sohns). Santley betrachtete Reeves’ Performance der Passage „I will arise and go to my father“ als „eine Erfahrung, die man nur einmal im Leben macht“. Reeves trat auch in der Premiere von Sullivans Oratorium The Light of the World, zusammen mit Tietjens, Trebelli und Santley, auf.
Reeves reklamierte stets die engen und hervorragenden Verbindungen zu den verschiedenen führenden Tenören der Oratorien Händels und Mendelssohns für sich. Die Lieder „Men, Brothers and Fathers, Hearken to me“ (aus St Paul) und „The Enemy has Said“ sowie „Sound an Alarm“ (aus Judas Maccabaeus) waren besonders beliebt, und sein Freund, der Geistliche Archer Gurney, pries ebenso sein „Waft her, angels“ (Jephta), und sein Samson, sowie Acis and Galatea („Love in her eyes sits playing“).

## Kammertondebatte
Reeves’ Deklamation im Crystal Palace war die Hauptattraktion und wurde bei jeder der erfolgreichen Triennalen bis 1874 wiederholt. Im Verlauf der 1860er Jahre sah es Reeves als notwendig an, öffentlich den in England höher angesetzten Kammerton zu beklagen. Dieser sei stets einen halben Ganzton höher als sonstwo in Europa und sogar einen ganzen Ton höher als zu Glucks Zeiten. Die Tonhöhe der Orgel beim Birmingham Festival wurde gesenkt, nachdem eine ähnliche Reduzierung von hochrangigen Künstlern in der Drury Lane erzwungen worden war. Sänger wie Adelina Patti und Christine Nilsson machten ähnliche Anmerkungen. Sir Michael Costa stellte sich jedoch dagegen und Reeves zog sich schließlich noch vor dem Festival von 1877 von den Händel-Festivals des Crystal Palace zurück, die von der Sacred Harmonic Society aufgeführt wurden. So trat er auch nachfolgend nicht mehr bei der Sacred Harmonic Society auf

## Späte Jahre

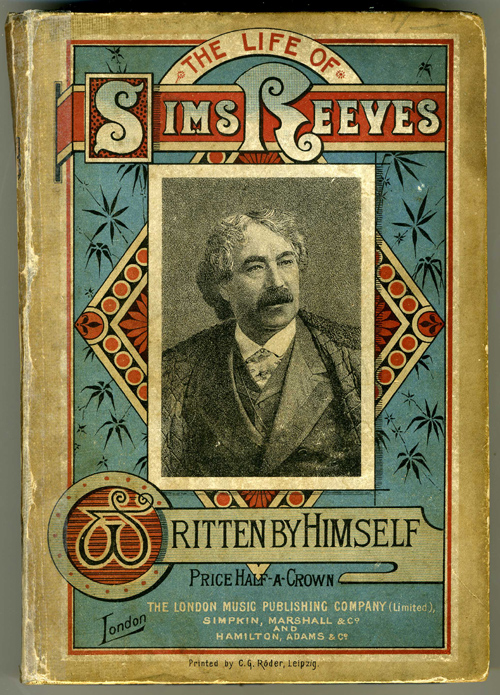
Der bebilderte Einband Reeves’ Memoiren, 1888

Im Winter 1878–1879, erschien er am Covent Garden mit großem Erfolg in der The Beggar’s Opera und in The Waterman Edward Lloyd, der den Platz Reeves’ als Haupttenor bei den Händel Festivals übernommen hatte, sang 1889 zusammen mit Reeves und dem Tenor Ben Davies, in einem Trio von Tenören 'Evviva Bacco' von Friedrich Curschmann, anlässlich eines Konzerts in der St James’s Hall.
Reeves’ Rückzug aus der Öffentlichkeit, erstmals verkündet 1882, erfolgte letztlich nicht vor 1891. Dann wurde für ihn ein Abschiedskonzert in der Royal Albert Hall gegeben, in welchem Reeves auch selber sang, begleitet von Christine Nilsson. Die Lobrede erhielt er von Sir Henry Irving. George Bernard Shaw merkte an, dass Reeves in solchen Händel’schen Airs wie Total Eclipse (Samson), 'den nächstbesten Tenor in einer unmessbaren Distanz weit hinter sich lässt.' Das Lied „Come into the Garden, Maud“, das Balfe für ihn 1857 schrieb, sang er in seinen späten Konzerten öfters.
Es gilt als sicher, dass Reeves noch lange nach dem Schwinden seiner größten Stimmkräfte vor Publikum auftrat. Er investierte seine Ersparnisse in eine unglückliche Spekulation und war so noch gezwungen, noch einige Jahre aufzutreten. In seiner späteren Karriere zog er sich jedoch häufig aus zugesagten Auftritten zurück, was auf die Auswirkungen von Erkältungen auf seine zerbrechliche Stimmapparatur und Nervosität zurückzuführen war.
Dies brachte ihm auch finanzielle Schwierigkeiten ein: Neben dem Verlust der Einkünfte aus den abgesagten Auftritten wurden gegen ihn in den Jahren 1869 und 1871 auch gerichtliche Anordnungen in Bezug auf vertragliche Nichterfüllung getroffen. Das Gerücht, dass Reeves zunehmend dem Alkohol zusprach, wurde von seinem Freund Sir Charles Santley zurückgewiesen.
Im Jahr 1890 gab Shaw an, „dass Reeves viele Auftritte ausschließlich aus Gründen der reinen künstlerischen Integrität abgesagt hat, was nur wenige wirklich verstanden haben. Dies erfordere enorme Anstrengungen künstlerischer Überzeugung, Mutes und Selbstrespekts.“ Er schrieb von einem Auftritt in Jacques Blumenthals The Message, „Trotz all seiner Ordnung (husbandry), ließ er nur wenige Notizen zurück; doch die wunderbar aufschlussreiche Wirkung und die einzigartige Qualität dieser wenigen beweisen ihn immer noch als den einen englischen Sänger, der auf seine eigene Art und um jeden Preis gearbeitet hat, um die ideale Tonvollendung zu erreichen und zu bewahren.“
Klein äußerte sich ähnlich: „Um ihn zu hören, lange nachdem er das Alter von siebzig Jahren erreicht hatte, wie er ‚Adelaide‘ oder ‚Deeper and Deeper Still‘ oder ‚The Message‘ singt, ist eine Exposition der Atemkontrolle, der Tonfärbung, der Phrasierung und des Ausdrucks, das mag wirklich als einzigartig beschrieben werden.“ Reeves sang 1895 in zwei Konzerten in den allerersten The Proms, in der Queen’s Hall (in welcher dann doch der niedrigere kontinentale Kammerton eingerichtet wurde). Es waren auch die einzigen beiden Konzerte der Saison welche ausverkauft waren: Alle anderen machten mindestens 50 Pfund Verlust.
1888 veröffentlichte Reeves Sims Reeves, his Life and Recollections, gefolgt von My Jubilee, or, Fifty Years of Artistic Life 1889. Zur selben Zeit wurde er Lehrer an der Guildhall School of Music and Drama. Sein 1900 veröffentlichtes Buch On the Art of Singing, beschreibt seine pädagogischen Methoden. Nach dem Tode seiner Frau im Jahr 1895, heiratete er recht bald eine seiner Studentinnen, Lucy Maud Madeleine Richard (* 1873) und reiste mit ihr im darauffolgenden Jahr nach Südafrika.
Reeves starb am 25. Oktober 1900 in Worthing, England, und wurde in Woking feuerbestattet.

## Selbstreflexion und Rezeption
Brahams The Death of Nelson war in Reeves’ Konzerten das bevorzugte Stück. Reeves war sich durchaus bewusst, dass seine Karriere der von Braham ähnelte, und merkte dazu an, dass sein Erfolg, ähnlich Braham, vielseitig gewesen sei, in Opern-, Oratorien- wie auch Balladenkonzerten. Der Zufall, dass seine Karriere in jenem Jahr 1839 begann, als sich Braham von der Bühne zurückzog und die ersten schon Kritiker prophezeiten, dass Reeves den „Mantel Brahams umhängen“ werde haben, bewahrheiteten sich. Braham war ein Virtuose der alten italienischen Schule, jederzeit bereit blühende Passagen mit Intensität, Präzision und vortragender Kraft abzuliefern. Im Bemühen „den Mantel Brahams zu tragen“, bestritt Reeves bewusst die gesamte Breite seines Repertoires und in den besten Stücken legte er eine äußerst starke und bewegliche Deklamation in Kombination mit großer Tonüße und melodischer Kraft an den Tag. Shaw stufte seinen Gesang 'als schöne Festigkeit mit hoher Tonreinheit' ein, ähnlich derer von Patti und Santley. Sir Henry Wood verglich die zärtliche Natur seiner Stimme mit der von Richard Tauber und ergänzte dazu, „Ich kann nie den Titel Deeper and deeper still (Händel) hören, ohne an seinen lieblichen Tonfall und Qualität zu denken.“
Reeves war Mitglied im Garrick Club und in jungen Jahren bekannt mit Thackeray, Dickens, Talfourd, Charles Kemble, Charles Kean, Albert Smith und Shirley Brooks.